# 細胞質流

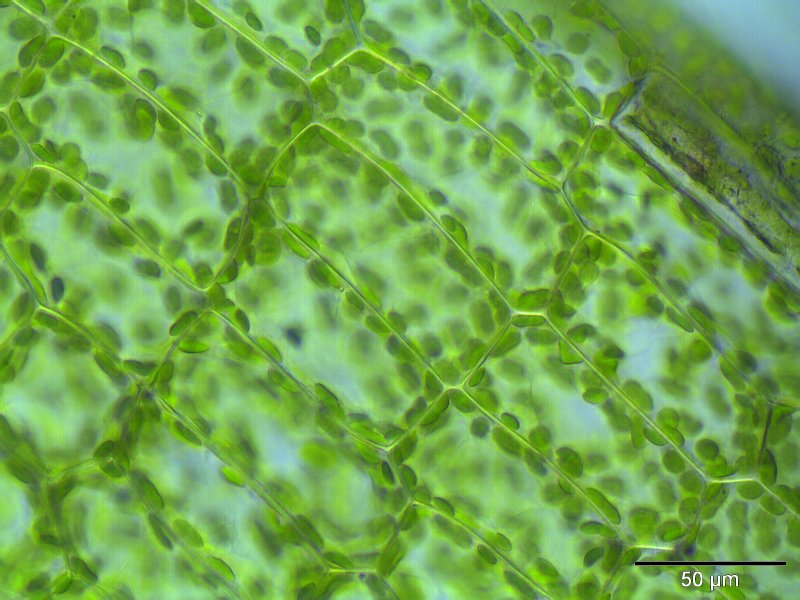
葉綠體藉由細胞質流來流動。

細胞質流（英語：cytoplasmic streaming；也稱為原生質流）是細胞內物質在真核細胞中流動的現象，能將營養、代謝物還有基因訊息均勻分布到較大細胞的每個角落。膜狀胞器沿著細胞骨架內側於細胞質液內被移動。這種流動平衡不同區塊中產生的養分和酵素，使胞內成分均勻地分布於整個細胞，類似於單一細胞的原生生物的運動，例如阿米巴原蟲。細胞質流於1830年代第一次被發現，讓生物學家肯定了細胞是組成生命單位的基礎。   
在中大型植物中，細胞質流使營養、酵素，還有植物病毒分子流通。在單細胞生物，像是阿米巴原蟲中，它則提供了細胞移動所需要的機械能（變形蟲運動）。原生質流機械能的運作方式還沒被完全解析，通常被認為是藉由ATP提供能量，使肌凝蛋白分子連接胞器沿着細胞骨架移動，來牽引著胞器和帶動其他細胞內物質朝著相同方向移動。 
以下動作可以終止細胞質流： 
- 添加盧戈氏碘液
- 加入細胞鬆弛素D（英语：Cytochalasin D）（溶於二甲基亞碸）